# Tana Kaleya
Tana Kaleya (née Rosemarie Gertrud Kaleja à Breslau le 26 février 1939 et morte à Carcassonne le 9 décembre 2015) est une photographe et cinéaste connue pour ses nus féminins et surtout masculins, parmi lesquels des personnalités du monde des arts des années 1970-1980.

## Biographie

### Jeunesse
Kaleya est née à Wrocław en Pologne durant la Seconde Guerre mondiale, en 1939. Elle est probablement issue d'une famille assez aisée. Comme beaucoup d'enfants de cette époque, par mesure de protection, étant donné les bombardements, elle est placée très jeune dans un internat catholique. À la fin de la guerre, dans l'impossibilité de retrouver ses parents, les religieuses de cet internat l'envoient chez un de ses oncles, prêtre en Autriche. Elle est alors âgée d'environ huit ans et découvre un univers plutôt libéral et fastueux à ses yeux. Elle y gagnera un goût certain pour le luxe et la théâtralité qui se développera encore au fil de sa vie.
Elle est encore mineure quand son oncle décède, elle est alors envoyée en Allemagne, à Berlin, chez un autre oncle, également prêtre.
Elle travaille un temps à Munich pour l’écrivain Ivar Lissner (de), est également tentée par le journalisme et la bande dessinée pour enfants.
Kaleya rencontre son complice Victor, aux alentours de 1960, et ils décident ensemble de voyager, d'abord en tube Volkswagen de l’époque, puis à bord d'un vieux bateau thonier en Méditerranée jusqu’à la Grèce.

### Vie professionnelle
Puis, elle s'installe à Paris, commence à écrire un roman où il est question de chaque nuit dans une autre baie. Après l'acquisition d'un appareil photographique Nikon, elle décide de devenir photographe et développe assez vite son talent pour la photographie. Elle peint également avec son amie Leonor Fini.
En 1975, elle publie la monographie Hommes, où elle photographie entre autres Frédéric Mitterrand,, le danseur Rudolf Noureev, l'acteur Terence Stamp et un grand contrebandier résidant d'Ibiza. Leonor Fini orne ce livre d'un portrait de Tana en frontispice. Elle connaît dès lors une certaine notoriété en Allemagne, aux Pays-Bas, en Suisse. L'éditeur évoque un Hamilton féminin et le Spiegel lui consacre un article. Ravie de connaître la gloire, elle n'est pour autant pas satisfaite et cherche encore une religion de la beauté. Elle prend la décision de partir en Inde rencontrer un guru bien connu à cette époque Bhagwan Shree Rajneesh. Elle prend le nom de Ma Deva Tanmayo. Le bateau est vendu.
À son retour en 1983, elle propose et monte le film érotique , Femmes avec Helmut Berger et Alexandra Stewart, qui ne rencontrera pas un grand succès commercial à l'époque, mais revient parfois dans les festivals. Puis elle propose au grand public Chats d'ateliers, un livre réalisé conjointement avec Leonor Fini. Grâce au succès de ce livre, elle peut s'installer dans le Sud de la France. Pauligne, dans l'Aude abritera durant 30 ans la photographe de Polnareff en chapeau de cow-boy. Durant cette retraite artistique, elle s’achète une Triumph, se passionne pour les photographies de fleurs, expose à Paris, Carcassonne, Narbonne, Perpignan.

## À propos de Tana Kaleya
- « Sorcière, Tana Kaleya l'est par la maîtrise de son métier et surtout par l'art avec lequel elle sait tirer de ses modèles ce qui est parfois le plus enfoui en eux : virilité, sensualité féminine aussi bien chez les éphèbes que chez les hommes. Une nuque, une oreille, la naissance d'une épaule et c'est tout l'érotisme mis à nu par Tana Kaleya, une femme à la recherche de l'homme. » - Marita Coustet[16].
- « L'érotisme semble se diluer dans une sensualité charnelle et plastique qui confère à chacune des images de Tana Kaleya la grâce d'un moment unique et irremplaçable. » - Revue Zoom[17].

## Collections publiques
- États-Unis :
  - Musée des Beaux-Arts de Houston, Sans titre, photographie, 1980[3],[18].
- Pays-Bas :
  - Rijksmuseum Amsterdam, Femme au dos nu, photographie, 1980.

## Publications
- Hommes, avant-propos de Marita Coustet, portrait de Tania Kaleya par Leonor Fini en frontispice, Robert Laffont, 1974 ; réédition avec introduction de Roger Peyrefitte, Harmony Books, 1975.
- Femmes. éd. Publicness, 1980.
- Chats d'atelier, Léonor Fini, photographies de Tana Kaleya, éditions de Lodi, 1988.